# Go for Sisters
Pour plus de détails, voir Fiche technique et Distribution.
Go for Sisters est un film américain réalisé par John Sayles, sorti en 2013.

## Synopsis
Le fils de Bernice, agent de probation, a disparu. Elle découvre que celui-ci est impliqué dans une affaire de meurtres et décide de partir à sa recherche au Mexique avec Fontayne, une ancienne copine de lycée dont le dossier de libération conditionnelle est arrivé sur son bureau.

## Fiche technique
- Titre : Go for Sisters
- Réalisation : John Sayles
- Scénario : John Sayles
- Musique : Mason Daring
- Photographie : Kat Westergaard
- Montage : John Sayles
- Production : Peter Bobrow, Edward James Olmos et Alejandro Springall
- Société de production : Anarchist's Convention Films, Olmos Productions et Go For Films
- Société de distribution : D Street Releasing (États-Unis)
- Pays :  États-Unis
- Genre : Drame et thriller
- Durée : 123 minutes
- Dates de sortie : 
  -  États-Unis : 8 novembre 2013

## Distribution
- Lisa Gay Hamilton : Bernice
- Edward James Olmos : Freddy Suarez
- Yolonda Ross : Fontayne
- Hilary Barraford : Cindy
- Mahershala Ali : Dez
- Harold Perrineau : Wiley
- Michael Piznarski : Vic
- Mary Portser : Margie
- Don Harvey : le détective Mueller
- Brent Jennings : Dixon
- Isaiah Washington : Vernell
- Rita Taggart : Rhonda

## Accueil
Le film a reçu un accueil mitigé de la critique. Il obtient un score moyen de 59 % sur Metacritic.